# زردشت هوش‌ور
زردشت هوش‌ور جغرافیدان انسانی و پزشکی، استادیار و محقق دانشکده بهداشت دانشگاه تهران و  مؤلف، سال ۱۳۱۰ در یکی از محلات قدیم تهران متولد شد.

## زندگی و تحصیل
زردشت هوش‌ور در خانواده‌ای فرهنگی تربیت یافت و مدارج علمی را طی کرد. وی دانش‌آموخته دبیرستان دارالفنون است. تحصیلات دانشگاهی را از سال ۱۳۳۸ در دانشگاه تهران، در رشته جغرافیای انسانی آغاز کرد، در سال ۱۳۴۳ به استخدام دانشگاه تهران درآمد و در سال ۱۳۷۵ با رتبه استادی از همان دانشگاه بازنشسته شد.

## پدر جغرافیای پزشکی ایران
زردشت هوش‌ور در سال ۱۳۵۱ به گروه پژوهشگران سازمان بهداشت جهانی پیوست و به عنوان جغرافی‌دان گروه انتخاب شد و در پروژه مطالعه سرطان مری در شمال ایران شرکت کرد. تحقیقات وی از آذربایجان غربی آغاز و به بجنورد ختم می‌شد. دراین سفر سه‌ماهه به همراهی یک راننده وی شب‌ها را در چادر سپری می‌کرد و از اولین شرایط زندگی که غذای مناسب باشد محروم بود. اما این سختی‌ها نتیجه خوبی داشت. او علاوه بر انجام وظیفه، به هر روستا که می‌رسید به روابط علت و معلولی بیماری‌های شایع اقلیمی توجه داشت. او در صدد اثبات فرضیه‌ای بود که «بسیاری از بیماری‌ها متأثر از اقلیم اند».
سرانجام این تحقیقات تألیف کتاب «مقدمه‌ای بر جغرافیای پزشکی ایران» می‌باشد. وقتی که کتاب به دست استاد دکتر محمد حسن گنجی رسید، به او لقب «پدر جغرافیای پزشکی ایران» داد.

## آثار
بیشتر نوشته‌های استاد هوش‌ور در قالب تحقیقات جغرافیای ایران است که شامل:
- مقدمه‌ای بر جغرافیای پزشکی ایران. چاپ ۱۳۶۵ انتشارات دانشگاه تهران[۲]
- مقدمه‌ای بر پاتولوژی جغرافیایی ایران. چاپ ۱۳۸۱ جهاد دانشگاهی مشهد
- مبانی شناخت روستا
- تألیف مجموعه‌ای ۵ جلدی «دانشنامه مشاغل سنتی ایران». که هنوز به چاپ نرسیده‌است.
- دانشنامه اسباب‌بازی‌های قدیمی ایران[۳]

(این کتاب معرفی ۱۱۰نوع اسباب‌بازی همراه با تاریخچه شکل‌گیری آن‌هاست. در کنار هر عکس اسباب‌بازی، ۱۲ مورد شامل نام قدیمی آن، جنس اسباب‌بازی، دخترانه یا پسرانه بودن آن، گروه سنی و موادی که در ساخت آن کاربرد داشته، به‌طور مختصر شرح داده شده‌است. شهر فرنگ، جغجغه‌های قدیمی، ماشین صابونی، عروسک‌های نخودی، فرفره، فوتینا، علی وروجک و بارفیکس برخی از این اسباب‌بازی‌ها به‌شمار می‌روند).
هوش‌ور همچنین در حال نگارش کتابی دربارهٔ مشاغل قدیمی و فراموش‌شده شهر تهران است و طی این سال‌ها تحقیقات بسیاری را دربارهٔ فرهنگ و سبک زندگی ایرانی‌ها، به‌ویژه اهالی تهران قدیم انجام داده‌است.
در سال ۱۳۸۳، کانون پرورش فکری کودکان و نوجوانان پیشنهاد ساخت موزه اسباب‌بازی‌های قدیمی تهران را داد و از وی خواست تا اسباب‌بازی‌های لازم را برای ساخت این موزه گردآوری شود. شهرداری تهران برای احداث اولین موزه اسباب بازی تهران با استاد زردشت هوش‌ور همکاری می‌نماید که نخستین موزه براساس خاطرات و اسناد راه‌اندازی می‌شود.
استاد هوش‌ور اعتقاد دارد: «بازی کار کودک است و اسباب بازی وسیله این کار، ساختن اسباب بازی دنیایی خالص و ناب دارد که وصف آن به زبان نمی‌گنجد، شنیدن، دیدن و لمس اسباب بازی‌هایی که از میخ و حلبی و کاغذ و چوب درست شده‌اند مثل تجسم خاطرات شیرین کودکانه، انسان را جوان کرده و احساسات پاک بشری را جلا می‌دهد.»